# Гръцко консулство в Сяр
Гръцкото консулство (на гръцки: Ελληνικό Προξενείο Σερρών) в източномакедонския град Сяр (Серес), Османската империя, е създадено в 1856 година след края на Кримската война и работи в града до Балканската война в 1912 година.
Под юрисдикцията на консулството попада целият Серски санджак, в който влизат и Мелнишко и Драмско. Основната задача на консулството е да подпомага местните гърци и да налага и поддържа елинизма в района чрез подкрепа на гръцкото образователно дело. След началото на Гръцката въоръжена пропаганда в Македония в 1904 година, консулството става основен координационен център на гръцките чети в Източна Македония. Големи заслуги за гръцкото дело имат консулите и служителите Генадис, Сторнарис, Антониос Сахтурис, Димостенис Флориас.